# Sanniki
Sanniki – miasto w Polsce, w województwie mazowieckim, w powiecie gostynińskim, w gminie Sanniki, której jest siedzibą. Uzyskały status miasta z dniem 1 stycznia 2018.
Administracyjnie Sanniki mają status sołectwa.
Miejscowość jest położona na Równinie Kutnowskiej, jest lokalnym ośrodkiem obsługi regionu i węzłem drogowym, stykają się tu drogi wojewódzkie nr 577, nr 583, nr 584 oraz droga powiatowa do Słubic.

## Historia
Nazwa miejscowości pochodzi od wyrobu sań – służebnej funkcji wobec książąt płockich w okresie średniowiecza. Pierwsze wzmianki o Sannikach pochodzą z XIV wieku, w 1462 zmarł tu książę Siemowit VI. Dawne dobra książąt mazowieckich, w tym od 1462 roku własność księżnej mazowieckiej Anny. Później we władaniu Szydłowieckich, w tym w 1502 roku Piotra Szydłowieckiego, podkomorzego krakowskiego, a od 1513 roku kanclerza wielkiego koronnego Krzysztofa Szydłowieckiego. Od XVI wieku wieś była stolicą starostwa niegrodowego. W XVIII wieku we władaniu Sołłohubów, w tym w 1771 roku wojewody witebskiego Józefa Sołłohuba, a następnie Jana Sołłohuba, generała adiutanta królewskiego. Potem własność Wacława Zabłockiego, pisarza ziemskiego gostynińskiego, w końcu XVIII i w pierwszej połowie XIX wieku rodziny Pruszaków, w drugiej połowie stulecia krótko Sapiehów, a następnie Natansonów.
Wieś królewska położona była w drugiej połowie XVI wieku w powiecie gąbińskim ziemi gostynińskiej województwa rawskiego. Od 1793 wieś znajdowała się w zaborze pruskim. Od 1807 Sanniki należały do Księstwa Warszawskiego, a od 1815 do Królestwa Polskiego w zaborze rosyjskim. W 1828 w pałacu sannickim przebywał gościnnie Fryderyk Chopin u rodziny Pruszaków. Podczas powstania styczniowego miejscowa ludność brała powszechnie udział w walkach niepodległościowych, za co później spotkały ją represje. W 1905 miały miejsce strajki pracowników tutejszej cukrowni. W 1915 Sanniki znalazły się w obszarze okupowanym przez Niemcy, na którym w roku 1917 proklamowano niesamodzielne Królestwo Polskie, a tym samym od listopada 1918 w granicach II Rzeczypospolitej. Podczas II wojny światowej Niemcy nadali Sannikom w 1943 roku oficjalną nazwę Sannikau. Pod koniec 1945 w okolicy znajdowało się lotnisko 1 Pułku Lotnictwa Myśliwskiego „Warszawa”. W latach 1975–1998 miejscowość administracyjnie należała do województwa płockiego.
Z Sannik pochodzili:
- Eugeniusz Pogorzelski (1867–1934) – generał,
- Jerzy Nadolski (1885–1940) – pułkownik lekarz,
- Jan Godzimir Jaworski (1903–1945) – sinolog, japonista, historyk,
- Stanisław Myśliborski-Wołowski (1919–1983) – historyk,
- Eligiusz Dymowski (1965–) – zakonnik, poeta, pisarz.

## Folklor
Sanniki są stolicą regionu sannickiego, który charakteryzuje się znaczną odrębnością od sąsiedniego regionu łowickiego. Jego podstawą jest sztuka regionalna, rękodzieło i działalność zespołów muzycznych. Najbardziej znane są tzw. „klapoki”, czyli wycinanki wstęgowe z motywami roślinnymi, postaciami ludzkimi, rzadziej z układami geometrycznymi. Od wycinanek łowickich odróżnia je tematyka, przedstawiają najczęściej sceny weselne lub inne obrzędy ludowe. Innymi motywami są „ptaki”, koguty, indory i gołębie. Ludowe rzemiosło to przede wszystkim tkactwo, wytwarzane są wielobarwne wełniane pasiaki, narzuty na łóżka tzw. „odziewajki” i makatki. W barwach przeważa kolor fioletowy i żółty. Charakterystycznym meblem są zielone skrzynie ozdobione motywem czerwonych lub żółtych kwiatów. W mieście działa Regionalny Zespół Pieśni i Tańca „Sanniki” oraz kapela ludowa.

## Zabytki i obiekty historyczne

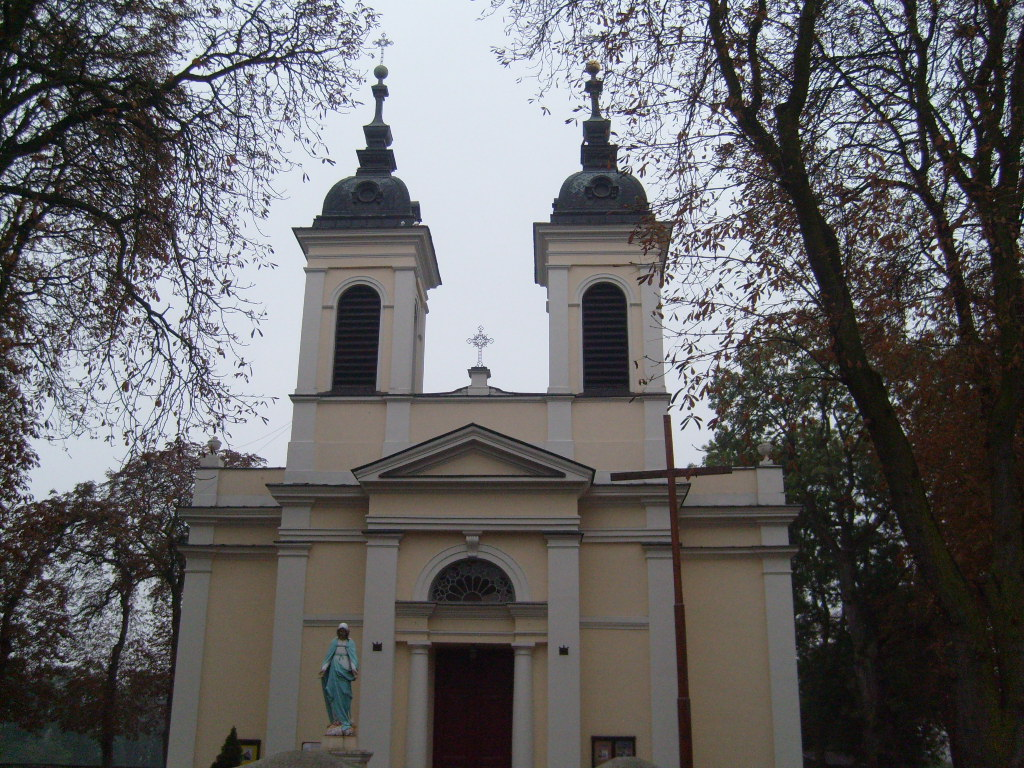
Kościół Świętej Trójcy

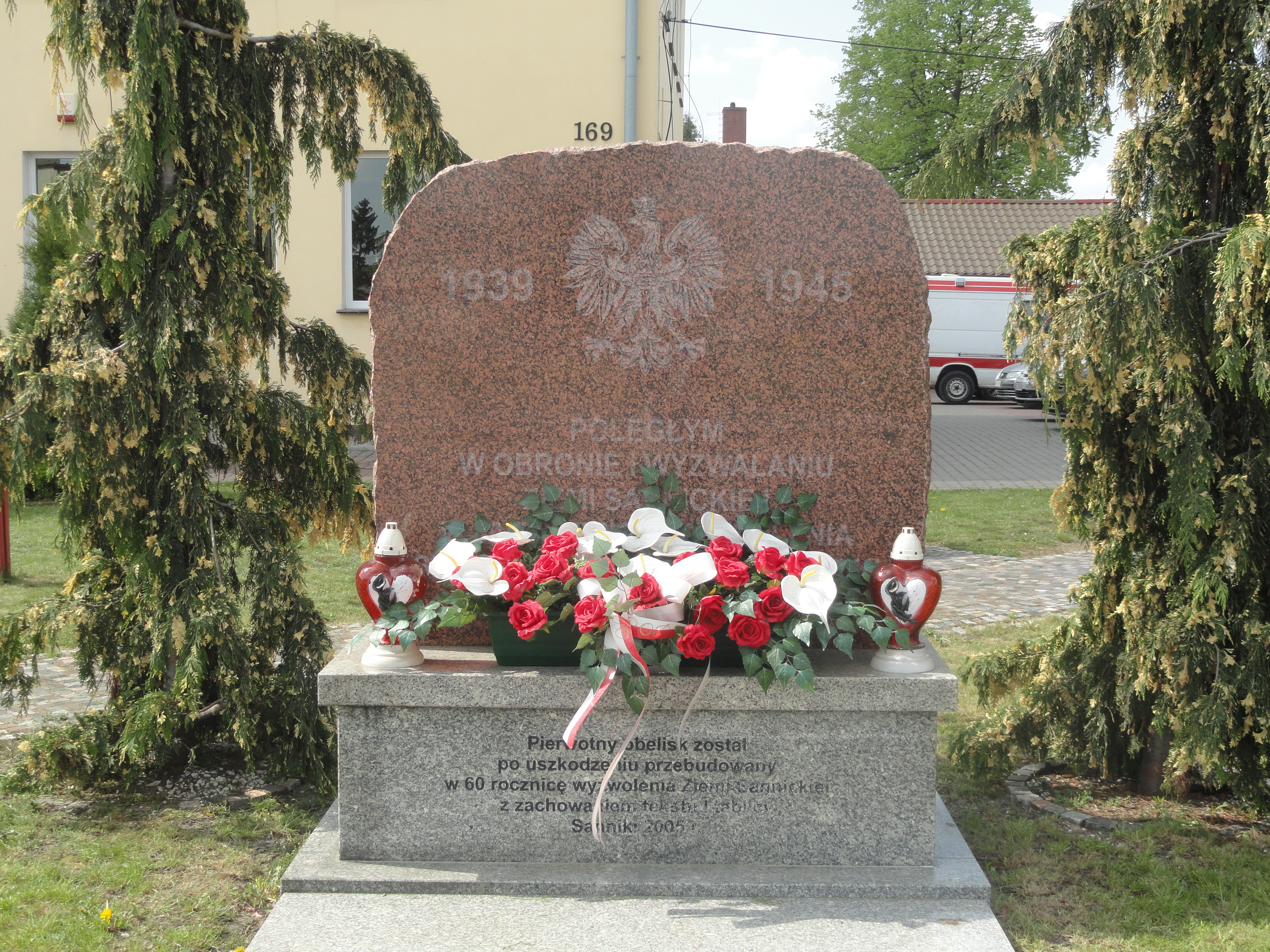
Tablica pamiątkowa

- kościół Świętej Trójcy, neoklasycystyczny, wzniesiony w latach 1870–1872 według projektu Franciszka Tournelle.
- Zespół Pałacowo-Parkowy im. Fryderyka Chopina z pałacem z 4 ćw. XVIII w.[9], gruntownie przebudowanym w 1910 r. W pałacu tym gościł Fryderyk Chopin (przypomina o tym tablica umieszczona na elewacji). Obecny budynek został przebudowany według projektu Władysława Marconiego i ma charakter willi włoskiej. W lewym skrzydle znajduje się ośrodek chopinowski oraz małe muzeum poświęcone kompozytorowi. W parku krajobrazowym znajduje się pomnik Fryderyka Chopina dłuta Ludwiki Nitschowej. Obok pałacu spichlerz z I poł. XIX wieku.
- drewniana zabudowa przy ul. Wiejskiej (chałupy z XIX wieku)
- wiatrak koźlak z 1911 r.[10]